# Oriënteertafel (Kuiperberg)
De oriënteertafel op de Kuiperberg in de Nederlandse plaats Ootmarsum is een vroeg-20-eeuws hulpmiddel voor toeristen.

## Geschiedenis
In het tweede en derde decennium van de 20e eeuw werden door de Algemene Nederlandse Wielrijders Bond oriënteertafels opgericht als hulp voor de toeristen bij oriëntatie. De tafels werden geplaatst op uitzichtspunten langs twee routes vanuit Amsterdam, een naar Arnhem en de ander naar Maastricht.

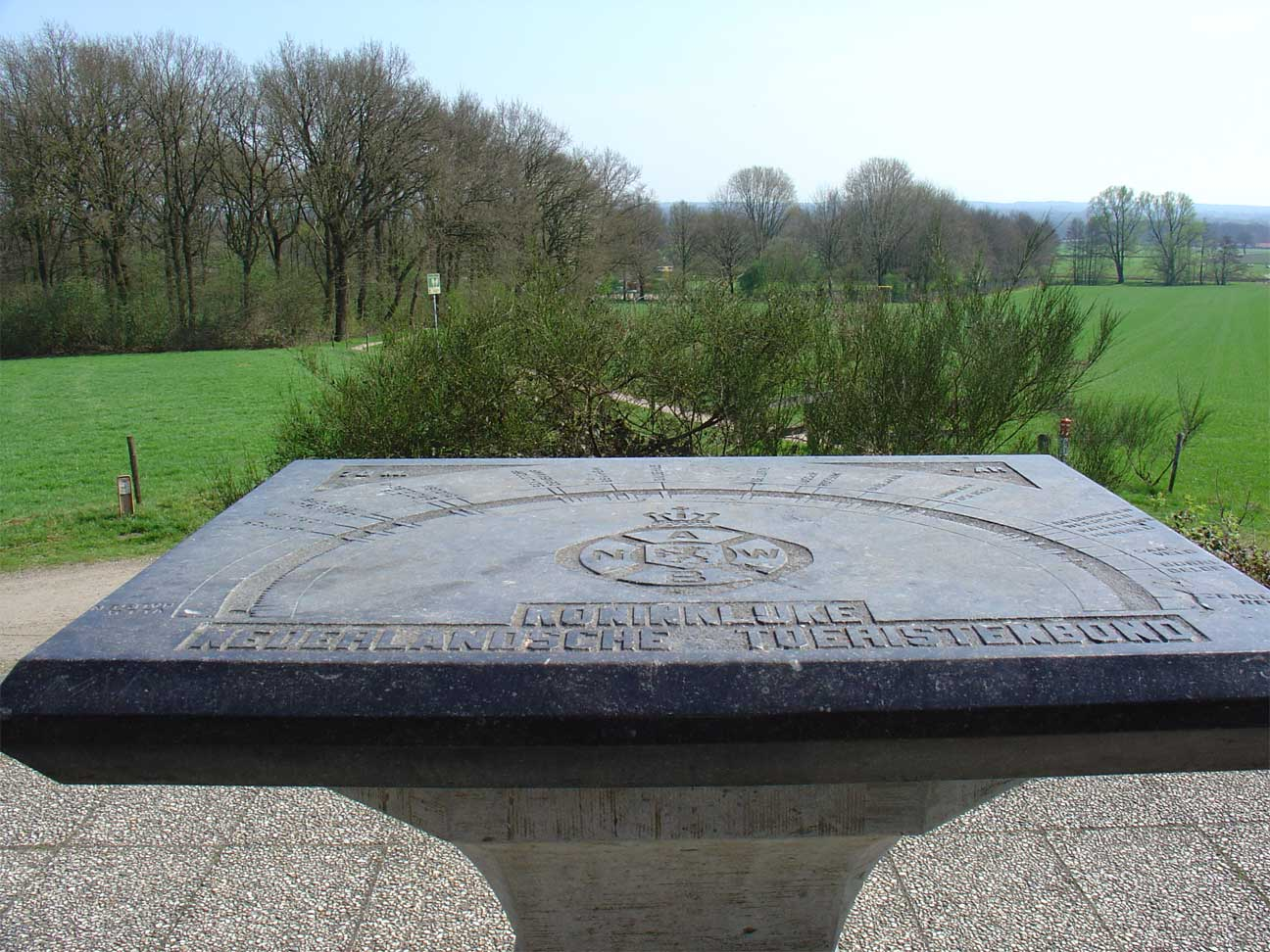

Ter gelegenheid van de Twentse Bondsfeesten in juli 1922 werd op de Kuiperberg bij Ootmarsum door het lokaal bestuur een tijdelijke oriënteertafel opgericht. Kort daarop werd besloten deze door een permanente tafel te vervangen. Dankzij bemiddeling van de Vereeniging tot bevordering van het Vreemdelingenverkeer kon hiervoor een stukje grond achter de Joodse begraafplaats worden overgedragen aan de ANWB.
De nieuwe tafel werd in juni 1926 ingewijd door Edo Bergsma, voorzitter van de ANWB en burgemeester van Enschede, in aanwezigheid van honderd genodigden, onder wie prins Hendrik, als voorzitter van het Rode Kruis.

## Beschrijving
De oriënteertafel bestaat uit een vierkante plaat op een zandlopervormige sokkel. De plaat toont in bas-reliëf silhouetten en gegevens van de gebouwen die vanaf het uitzichtpunt zichtbaar zijn. Centraal op de plaat staat het logo van de ANWB. Op de sokkel vermeldt een inscriptie rondom: 

herinnering bondsfeesten in Twenthe 22-23 juli 1922

De tafel is geplaatst op een bakstenen basement, waarop in het metselwerk aan de zijkant de letters ANWB zijn te zien. Op het basement staan ook twee zitbanken.

## Waardering
De oriënteertafel werd in 1999 als rijksmonument ingeschreven in het Monumentenregister vanwege het "cultuurhistorisch en stedenbouwkundig belang:
- als uiting van het functioneren van ANWB en KNTB in het kader van het opkomende toerisme in Nederland in het algemeen en Twente in het bijzonder
- vanwege de zeldzaamheid
- vanwege de ligging op de Kuipersberg in directe omgeving van de watertoren en de Israëlitische begraafplaats
- vanwege de gaafheid."[1]